# Hennie Keetelaar
Hendrikus Zacharias Keetelaar, detto Hennie (Hilversum, 23 gennaio 1927 – Alphen aan den Rijn, 28 gennaio 2002), è stato un pallanuotista olandese, vincitore di una medaglia di bronzo all'olimpiade di Londra 1948.